# A Bride of Mystery
A Bride of Mystery (o The Bride of Mystery) è un cortometraggio muto del 1914 diretto da Francis Ford.

## Produzione
Il film fu prodotto dall'Universal Film Manufacturing Company.

## Distribuzione
Distribuito dall'Universal Film Manufacturing Company, il film - un cortometraggio di tre bobine - uscì nelle sale cinematografiche USA il 10 febbraio 1914.